# Kanami Nakamaki
Kanami Nakamaki (中牧 佳南, Nakamaki Kanami) est une nageuse synchronisée japonaise née le 5 juin 1992 dans la préfecture d'Osaka. Elle remporte la médaille de bronze du ballet aux Jeux olympiques d'été de 2016 à Rio de Janeiro.